# Verrières (Vienne)
Verrières è un comune francese di 935 abitanti situato nel dipartimento della Vienne nella regione della Nuova Aquitania.

## Società

### Evoluzione demografica
Abitanti censiti